# Arilo

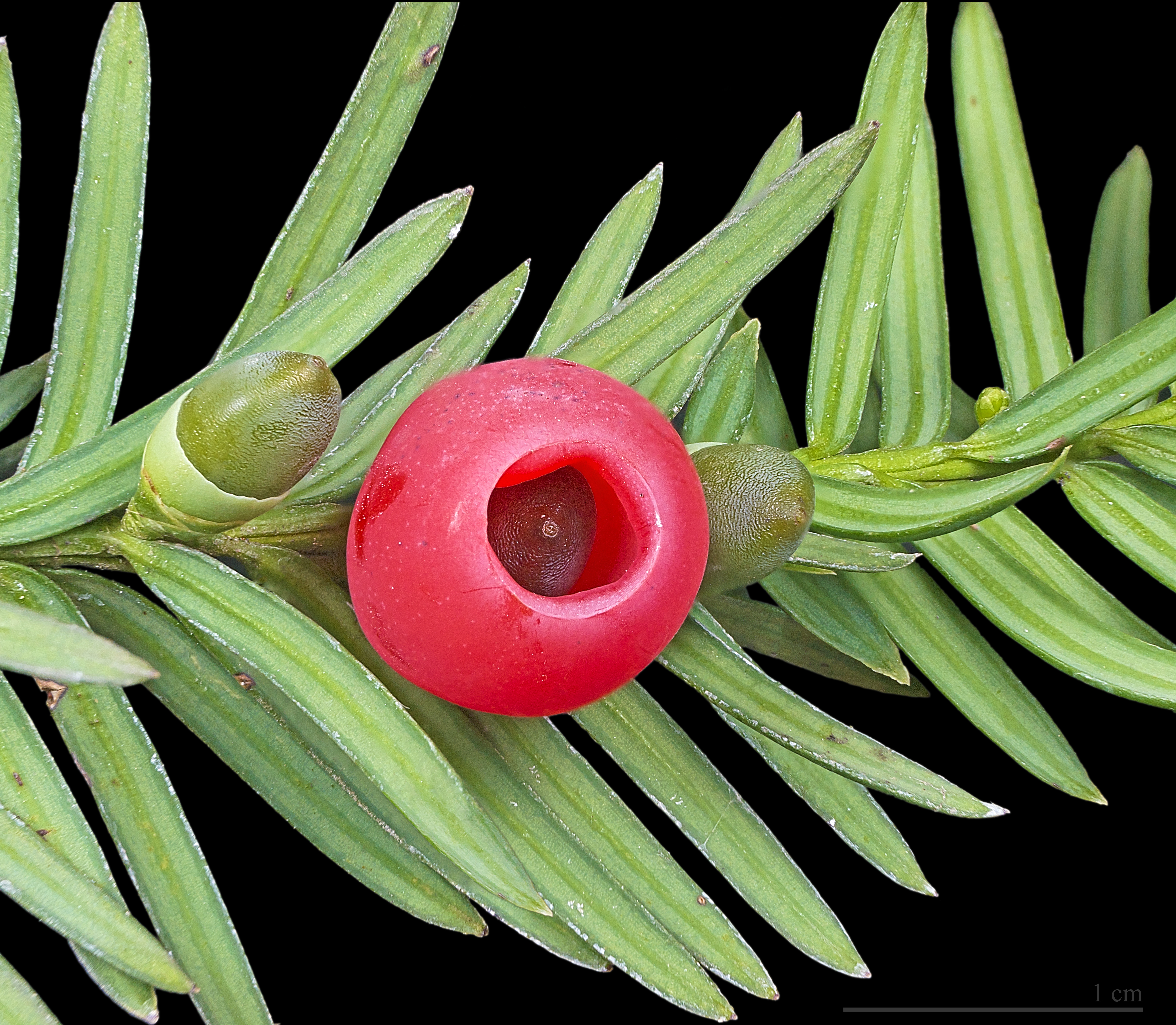
Um arilo de Taxus baccata

Em botânica, o arilo é uma cobertura ou apêndice tegumentar, por vezes carnudo, de certas sementes, formado a partir do funículo.
Poderá formar estruturas semelhantes a um fruto (chamado pseudofruto ou falso fruto) e é produzido por certas espécies de gimnospérmicas (Taxaceae e Cephalotaxaceae).

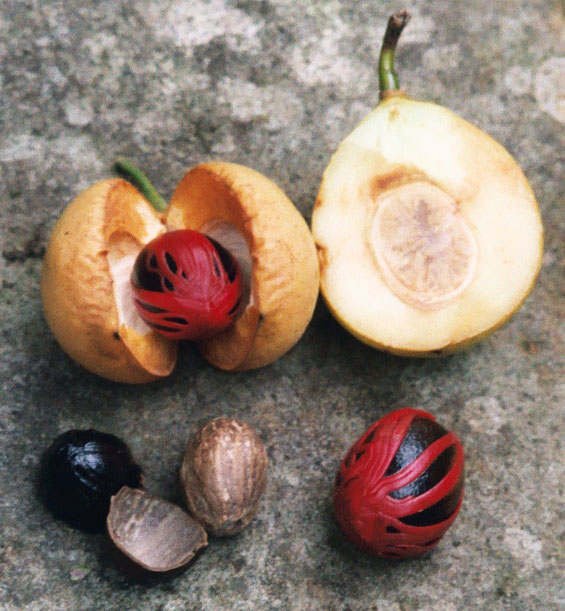
A mácide é um arilo - membrana carnuda - de cor avermelhada, que reveste a semente da noz-moscada

A título de exemplo, a mácide é o arilo da noz-moscada. 

## Etimologia
O substantivo «arilo» entrou no português por via do francês arille, que por seu turno proveio do neolatim arilus, derivado do latim tardio arilli, que significa «grainha de uva».

## Química
No âmbito da química também se usa o termo arilo como uma das formas de se nomear o radical ou grupo arila.